# Love Power
「Love Power」（ラブ・パワー）は、Aice5の3作目のシングル。2006年10月25日にスターチャイルド（キングレコード）から発売された。

## 概要
- 表題曲は、テレビアニメ『乙女はお姉さまに恋してる』オープニングテーマとしてリリースされた楽曲で、初回限定盤（KICM-91181）と通常盤（KICM-1181）の2パターンリリース。
- 初回限定盤はデジパック仕様で、DVDが同梱されている。
- 2015年に、妹分にあたる声優ユニット・イヤホンズが表題曲をカヴァーした。シングル「光の先へ」に収録されている。
- Aice5結成10周年記念シングル「Be with you」カップリング曲「あなたのお口にAice5クリーム!」でも曲中のリクエストソングとして収録されている。

## 収録曲
（全作曲・編曲：橋本由香利）
1. Love Power [4:00]
作詞：有森聡美
  - テレビアニメ『乙女はお姉さまに恋してる』オープニングテーマ
2. Smile  [5:54]
作詞：橋本由香利
3. Love Power （off vocal version）
4. Smile （off vocal version）

## DVD収録内容（初回限定盤のみ）
- Love Power MV
- Love Power making of MV

## 収録アルバム
- Love Aice5（#1,2）
- Aice5 ALL SONGS COLLECTION【それが声優! 盤】（#1,2）
- Aice5 ALL SONGS COLLECTION【初回限定盤・通常盤】（#1,2）